# Мирошниченко, Юрий Алексеевич
Юрий Алексеевич Мирошниченко (род. 12 мая 1941, Ворошиловградская область), станция «Индустрия», теперь Луганской области) — украинский государственный деятель, военный, директор-распорядитель Ассоциации милосердия и здравоохранения «Таврия». Народный депутат Украины 2-го созыва.

## Биография
После окончания средней школы три года работал токарем на Луганском тепловозостроительном заводе. Затем служил в Советской армии. Член КПСС.
Окончил Военный институт иностранных языков при Министерстве обороне СССР, референт, переводчик.
После окончания института проходил службу офицером, неоднократно был в спецподразделениях за рубежом (в частности, на Кубе). После увольнения из армии три года работал в Симферопольском государственном университете.
В 1992—1993 году — директор-распорядитель Ассоциации милосердия и здравоохранения «Таврия».
Член КПУ. Референт Симферопольского городского комитета КП Крыма.
Народный депутат Украины с 08.1994 (2-й тур) до 04.1998, Ростовский избирательный округ № 26, Республика Крым, выдвинут КП Крыма. Член Комитета по иностранным делам и связям с СНГ. Член депутатской фракции коммунистов.
Награждён орденом и 9 медалями Республики Куба.

## Ссылка
- Юрий Алексеевич
- ПОБЕДА КОММУНИСТОВ НА ВЫБОРАХ